# ブジスク公
ブジスク公（ロシア語: Князь Бужский）はブジスク公国の君主の称号である（「公」はクニャージからの訳出による）。君主号・公国の名は、その首都だったブジスク（現ブシク）による。

## ブジスク公の一覧
括弧内は在位年
- ダヴィド・イーゴレヴィチ(1100年 - 1112年[1])
- メチスラフ・ダヴィドヴィチ（1119年 - 1120年）
- スヴャトスラフ・フセヴォロドヴィチ（1146年 - ?）
- ウラジーミル・ヴォロダレヴィチ（1151年 - 1153年）
- ヤロポルク・イジャスラヴィチ（1157年 - 1168年）